# Ibritumomab tiuxetan
L'ibritumomab tiuxetano, in commercio con il nome di Zevalin, è un anticorpo monoclonale per il trattamento radioimmunoterapico di alcune forme di cellule B di linfoma non Hodgkin, che è un disordine linfoproliferativo del sistema linfatico. Il farmaco utilizza l'anticorpo IgG1 monoclonale di topo: ibritumomab in collaborazione con il chelante tiuxetano, a cui viene aggiunto un isotopo radioattivo a base di ittrio-90 o indio-111.
L'ibritumomab è una versione modificata del DTPA carbonio (Acido pentenico o Acido Dietilene triamine pentaacetico (DTPA)) nella cui struttura chimica è contenuto un gruppo isotiocianatobenzilico e un gruppo metilico.

## Storia
Sviluppato dalla IDEC Pharmaceuticals, ora diventata Biogen Idec, l'anticorpo tiuxetano è stato il primo farmaco radioimmunoterapico approvato dalla Food and Drug Administration (FDA) nel 2002 per il trattamento dei tumori. È stato approvato per il trattamento di pazienti con linfoma non Hodgkin (NHL) in recidiva, inclusi i pazienti con LNH follicolare refrattario al rituximab.
Nel dicembre 2007, la Cell Therapeutics Inc ha acquisito per gli USA i diritti di vendita, commercializzazione e distribuzione di questo anticorpo radioimmunoterapico dalla Biogen per circa 30 milioni di dollari. Al di fuori degli Stati Uniti, è la Bayer Schering Pharma che possiede i diritti di commercializzazione del farmaco.
Nel marzo 2009, Spectrum Pharmaceuticals ha acquisito i diritti per commercializzare lo Zevalin negli Stati Uniti; ed ora la Spectrum Pharmaceuticals è responsabile di tutte le attività relative a Zevalin negli Stati Uniti.
Nel settembre 2009, l'anticorpo tiuxetano ha ottenuto l'approvazione dalla FDA per l'indicazione più importante: trattamento dei pazienti con linfoma follicolare non-Hodgkin (NHL) non precedentemente trattati, che raggiungono una risposta parziale o completa alla chemioterapia di prima linea.
Ibritumomab è sotto copertura brevettuale, ed è attualmente il farmaco più costoso per singola dose disponibile negli USA (24000 $). Va però precisato che la terapia con il farmaco ha un equivalente farmacoeconomico vantaggioso per la riduzione dei tempi di trattamento.

## Farmacologia
L'anticorpo si lega all'antigene CD20 che si trova sulla superficie delle cellule B sane e tumorali ma non sui precursori di queste. L'isotopo radioattivo legato all'anticorpo uccide le cellule cui si lega e quelle circostanti.
Inoltre, lo stesso anticorpo può innescare la morte cellulare cellulo-mediata citotossicca anticorpo-dipendente (ADCC), la citotossicità complemento-dipendente (CDC), e l'apoptosi.
Tutte insieme queste azioni eliminano le cellule B dall'organismo affetto da linfoma non Hodgkin permettendo ad una nuova popolazione di cellule sane B di svilupparsi partendo dalle cellule staminali linfoidi.

### Ibritumomab tiuxetan
- (EN) Gopal B. Saha, Fundamentals of Nuclear Pharmacy, Springer, 14 novembre 2010,  pp. 328–, ISBN 978-1-4419-5859-4.
- (EN) Connie Henke Yarbro, Debra Wujcik e Barbara Holmes Gobel, Cancer Nursing: Principles and Practice, Jones & Bartlett Learning, 21 aprile 2010,  pp. 794–, ISBN 978-0-7637-6357-2.
- (EN) Gail M. Wilkes, Gail M Wilkes, R.N., M.S., Margaret Barton-Burke, Margaret Barton-Burke, R.N., PH.D., Oncology Nursing Drug Handbook 2011, Jones & Bartlett Publishers, 14 dicembre 2010,  pp. 575–, ISBN 978-1-4496-0013-6.
- (EN) Tod W. Speer, Targeted Radionuclide Therapy, Lippincott Williams & Wilkins, 15 novembre 2010,  pp. 1–, ISBN 978-0-7817-9693-4.
- (EN) Michael R. Bishop, Hematopoietic Stem Cell Transplantation, Springer, 2009,  pp. 305–, ISBN 978-0-387-78579-0.